# Port Adelaide Football Club

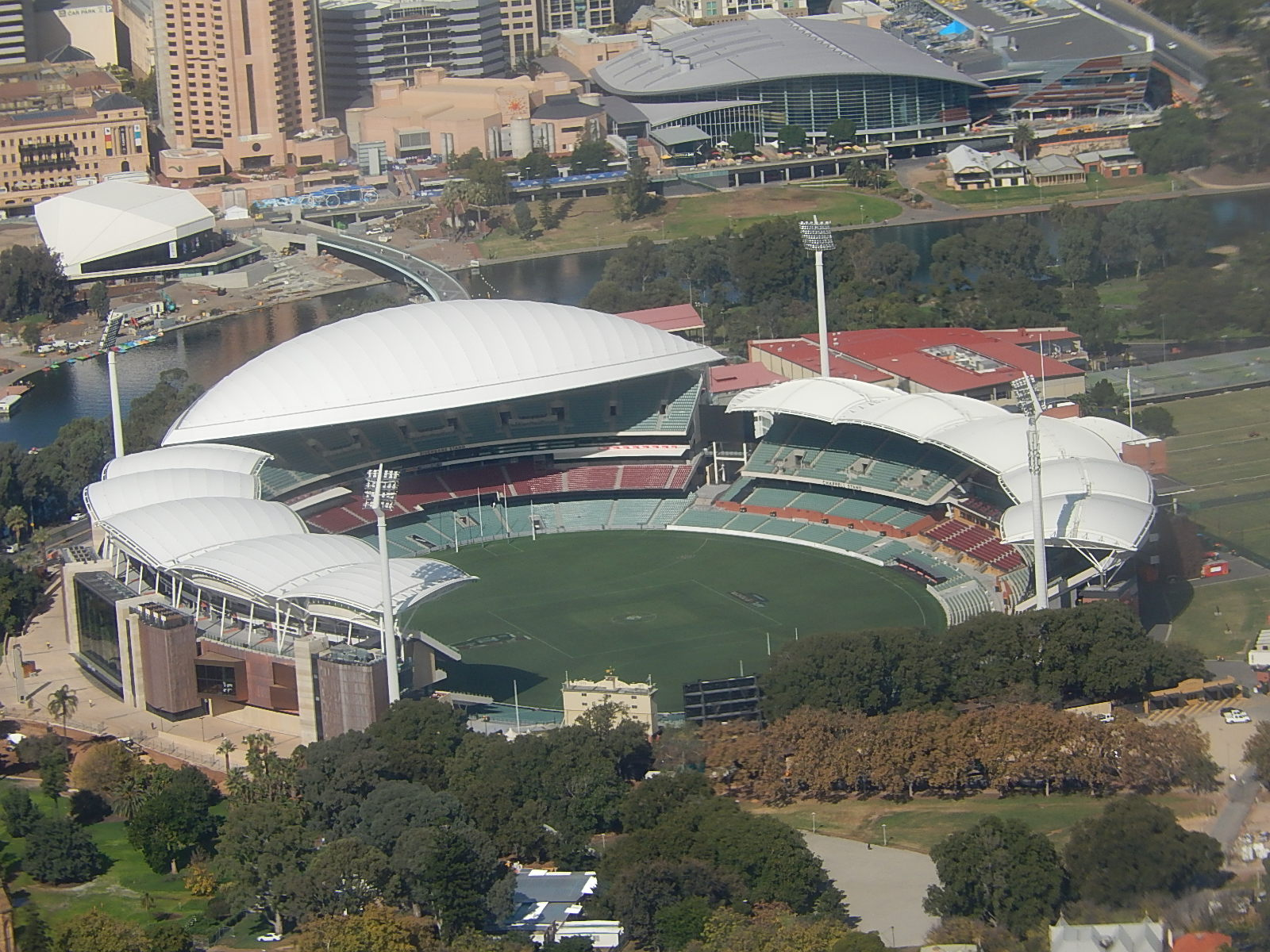
Adelaide Oval (depuis 2014)

Le Port Adelaide Football Club (de son nom usuel, Port Adelaide Power) est un club professionnel de football australien de l'Australian Football League localisé à Port Adélaïde en banlieue d'Adélaïde en Australie-Méridionale. Fondé en 1870, il évolue d'abord en SANFL (Ligue de Football d'Australie-Méridionale) où il remporte 34 titres de champions. En 1997, le club rejoint l'élite de l'AFL.

## Histoire

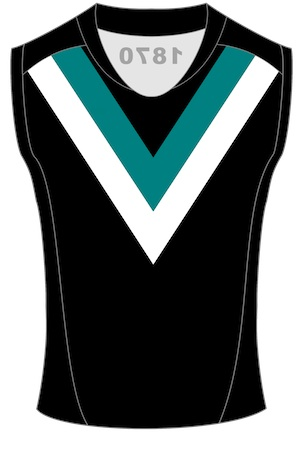
Tunique du club depuis 2010

## Palmarès en AFL
- Vainqueur du tournoi de Pré-saison : 2001, 2002
- Champion de l'AFL (Premiership) : 2004

| Saison | Classement en fin de saison régulière | ! Parcours en Play-Off         |
| ------ | ------------------------------------- | ------------------------------ |
| 1997   | 9e                                    | -                              |
| 1998   | 10e                                   | -                              |
| 1999   | 7e                                    | Perd en match de qualification |
| 2000   | 14e                                   | -                              |
| 2001   | 3e                                    | Demi-finaliste                 |
| 2002   | 1er                                   | Perd en finale préliminaire    |
| 2003   | 1er                                   | Perd en finale préliminaire    |
| 2004   | 1er                                   | Vainqueur                      |
| 2005   | 8e                                    | Demi-finaliste                 |
| 2006   | 12e                                   | -                              |
| 2007   | 2e                                    | Finaliste                      |
| 2008   | 13e                                   | -                              |
| 2009   | 10e                                   | -                              |
| 2010   | 10e                                   | -                              |
| 2011   | 16e                                   | -                              |
| 2012   | 14e                                   | -                              |
| 2013   | 5e                                    | -                              |
| 2014   | 3e                                    | -                              |
| 2015   | 9e                                    | -                              |
| 2016   | 10e                                   | -                              |
| 2017   | 7e                                    | -                              |
| 2018   | 10e                                   | -                              |
| 2019   | 10e                                   | -                              |
| 2020   | 3e                                    | -                              |
| 2021   | 3e                                    | -                              |